# Magí Sunyer i Molné
Magí Sunyer i Molné (* 14. ledna 1958 Reus) je katalánský básník, spisovatel a univerzitní profesor. Doktorát z katalánské filologie získal na Barcelonské univerzitě. Studoval díla spisovatelů devatenáctého a dvacátého století a mytologii a symbolismus národní literatury. Člen vědeckých společností Societat Verdaguer a Societat Narcís Oller.

## Dílo
poezie
- Càntir de llum i de febre. Tarragona: Quaderns Foc Nou, 9, 1978.
- Ginette [Il·lustracions de Joan Rom]. Tarragona: La Gent del Llamp, 1, 1982.
- Blau. Passió de tango Tarragona: La Gent del Llamp, 7, 1985.
- L'error bellíssim Tarragona: La Gent del Llamp, 17, 1993.
- Mar neta. Tarragona: La Gent del Llamp, 27, 1996.
- L'Aüieté. Cançons per a criatures petites 1996.
- Arcàdia [amb fotografies de Ramon Cornadó]. Tarragona: Arola, 1998.
- I després, el silenci. Tarragona: Arola, 2000.
- Conté un secret. Tarragona: Arola, 2003.
- Els ulls del centaure.Tarragona: La Gent del Llamp, 2008.
- Sirventès. Tarragona: Cossetània, 2009.
- Vacances. Tarragona. Cossetània, 2014.

romány
- A joc de daus. Barcelona: Columna, 1993.
- Cactus. Barcelona: Columna, 1995.
- Jim. Barcelona: Proa, 2010.